# Coupe Spengler 2014
Navigation
Édition précédente Édition suivante
La Coupe Spengler 2014 est la 88e édition de la Coupe Spengler. Elle se déroule du 26 au 31 décembre 2014 à Davos, en Suisse.

## Modus
Les six équipes participantes sont d'abord réparties en deux poules de trois, le groupe Torriani et le groupe Cattini. Chacune des équipes rencontre ses deux autres adversaires. La première équipe de chaque groupe est directement qualifiée pour les demi-finales. Les quatre autres équipes disputent des « pré-demi-finales », durant lesquelles le deuxième du groupe Cattini rencontre le troisième du groupe Torriani, et inversement. Le vainqueur de chacune de ces pré-demi-finales est qualifié pour les demi-finales. Les deux équipes victorieuses s'affrontent en finale, le 31 décembre, à midi.

## Effectifs

### Canada
- Gardiens de but : Drew MacIntyre (Checkers de Charlotte), Nolan Schaefer (CP Berne)
- Défenseurs : Micki DuPont (Kloten Flyers), Marc-André Gragagni (CP Berne), Joel Kwiatkowski (Fribourg-Gottéron), Steve McCarthy (Falcons de Springfield), Brendan Mikkelson (Marlies de Toronto), Ryan Parent (IceCaps de Saint-Jean), Jim Vandermeer (Kloten Flyers), Derick Walser (Rapperswil-Jona Lakers)
- Attaquants : Chris DiDomenico (SC Langnau Tigers), Colby Genoway (Lausanne HC), Stefano Giliati (Espoo Blues), Alexandre Giroux (Hockey Club Ambrì-Piotta), Curtis Hamilton (Barons d'Oklahoma City), Mike Hedden (Ässät Pori), Bud Holloway (CP Berne), Brett McLean (HC Lugano), Ryan Martindale (Rampage de San Antonio), Marc-Antoine Pouliot (Fribourg-Gottéron), Byron Ritchie (CP Berne), Jérôme Samson (Crunch de Syracuse), Jeff Tambellini (Fribourg-Gottéron), Ben Walter (EC Red Bull Salzbourg)
- Entraîneur : Guy Boucher (CP Berne)

### HC Davos
- Gardiens de but : Leonardo Genoni
- Défenseurs : Luca Camperchioli, Félicien Du Bois, Beat Forster, Samuel Guerra, Ville Koistinen, Claude-Curdin Paschoud, Noah Schneeberger, Jan von Arx
- Attaquants : Andres Ambühl, Dick Axelsson, Enzo Corvi, Gregory Hofmann, Mauro Jörg, Perttu Lindgren, Marcus Paulsson, Sven Ryser,  Gregory Sciaroni, Dario Simion, Reto von Arx, Samuel Walser, Dino Wieser, Marc Wieser
- Renforts[2] : Nicklas Danielsson (attaquant, Rapperswil-Jona Lakers), Johan Fransson (défenseur, Rapperswil-Jona Lakers), Niklas Persson (attaquant, Rapperswil-Jona Lakers), Tim Wolf (gardien de but, Rapperswil-Jona Lakers)
- Entraîneur : Arno Del Curto

### Genève-Servette Hockey Club
- Gardiens de but : Christophe Bays, Janick Schwendener
- Défenseurs : Eliot Antonietti, Goran Bezina, Frédéric Iglesias, Romain Loeffel, Jonathan Mercier, Dario Trutmann, Daniel Vukovic
- Attaquants : Cody Almond, Matt D'Agostini, Floran Douay, Roland Gerber, Arnaud Jacquemet, Timothy Kast, Matthew Lombardi, Alexandre Picard, Taylor Pyatt, Tom Pyatt, Christopher Rivera, Kevin Romy, Daniel Rubin, Tim Traber, Jeremy Wick
- Renforts[2] : Francis Bouillon (défenseur, Hockey Club Ambrì-Piotta), Inti Pestoni (attaquant, Hockey Club Ambrì-Piotta), Ramon Untersander (défenseur, Hockey Club Bienne)
- Entraîneur : Chris McSorley

### Jokerit
- Gardiens de but : Riku Helenius, Henrik Karlsson
- Défenseurs : Ryan Gunderson, Topi Jaakola Ville Lajunen, Atte Ohtamaa, Niko Peltola, Santeri Saari, Ossi Väänänen
- Attaquants : Juhamatti Aaltonen, Semir Ben-Amor, Niklas Hagman, Riku Hahl, Johan Harju, Tommi Huhtala, Niko Kapanen, Petr Koukal, Tomi Mäki, Steve Moses, Linus Omark, Eetu Pöysti, Jani Rita, Saku Salminen, Severi Sillanpää, Petteri Wirtanen
- Renforts[2] : Cédric Hächler (défenseur, Rapperswil-Jona Lakers), Marco Maurer (défenseur, HC Lugano)
- Entraîneur : Erkka Westerlund

### KHL Medveščak
- Gardiens de but : Mark Dekanich, Calvin Heeter, Mark Owuya
- Défenseurs : Mathieu Carle, Mark Flood, Andrew Hutchinson, Geoff Kinrade, Saša Martinović, Shaone Morrisonn, Mark Popovic
- Attaquants : Éric Beaudoin, Patrick Bjorkstrand, Michael Glumac, Edwin Hedberg, Krystofer Kolanos, Dario Kostović, Ville Leino, Curtis McLean, Andrew Murray, Pascal Pelletier, Nathan Perkovich, Martin Saint-Pierre, Brandon Segal, Bill Thomas, James Wright
- Entraîneur : Doug Shedden

### Salavat Ioulaïev Oufa
- Gardiens de but : Leland Irving, Vladimir Sokhatski
- Défenseurs : Stanislav Gareïev, Ilkka Heikkinen, Aleksandr Koutouzov, Artūrs Kulda, Ivan Lekomtsev, Alekseï Vassilevski, Ivan Vichnevski, Andreï Zoubarev
- Attaquants : Egor Doubrovski, Alekseï Gloukhov, Stanislav Golovanov, Teemu Hartikainen, Alekseï Kaïgorodov, Denis Khlystov, Alexander Mereskin, Aleksandr Pankov, Antti Pihlström, Dmitri Siomine, Ievgueni Skatchkov, Anton Slepychev, Aleksandr Stepanov, Denis Tolpeko
- Entraîneur : Vladimir Iourzinov

## Arbitres
Dix arbitres officient lors du tournoi.
| Arbitres           | Juges de ligne    |
| ------------------ | ----------------- |
| Danny Kurmann      | Franco Espinoza   |
| Stefan Eichmann    | Nicolas Fluri     |
| Marc Wiegand       | Andreas Kohler    |
| Kendrick Nicholson | Roman Kaderli     |
| Daniel Piechaczek  | Michaël Tscherrig |

## Résultats

### Phase de groupes

#### Groupe Torriani
| Clt   | Équipe                | PJ | V | VP | D | DP | BP | BC | Pts |
| ----- | --------------------- | -- | - | -- | - | -- | -- | -- | --- |
| +001, | Genève-Servette HC    | 2  | 2 | 0  | 0 | 0  | 6  | 3  | 6   |
| +002, | Salavat Ioulaïev Oufa | 2  | 1 | 0  | 1 | 0  | 6  | 6  | 3   |
| +003, | Jokerit               | 2  | 0 | 0  | 2 | 0  | 3  | 6  | 0   |

- Qualifié directement pour les demi-finales
- Qualifié pour les pré demi-finales

| 26 décembre | Genève-Servette HC | 3-2 (3-0, 0-2, 0-0) | Salavat Ioulaïev Oufa | Vaillant Arena 6 300 spectateurs |

| Feuille de match | Feuille de match | Feuille de match    | Feuille de match                                                            | Feuille de match                                                             |
| ---------------- | --- | ------------------- | --------------------------------------------------------------------------- | ---------------------------------------------------------------------------- |
|                  | Kast (To. Pyatt, Ta. Pyatt) — 5 min 48 s (SN) Ta. Pyatt (Jacquemet, Kast) — 13 min 59 s (SN) Pestoni — 17 min 21 s - | 1-0 2-0 3-0 3-1 3-2 | - Slepychev — 31 min 31 s Heikkinen (Slepychev, Siomine) — 34 min 14 s (SN) | Arbitrage : Stefan Eichmann Daniel Piechaczek Franco Espinoza Andreas Kohler |
| Bays Schwendener | Gardiens | Sokhatski           |                                                                             | Arbitrage : Stefan Eichmann Daniel Piechaczek Franco Espinoza Andreas Kohler |
| 10 min           | Pénalités | 4 min               |                                                                             | Arbitrage : Stefan Eichmann Daniel Piechaczek Franco Espinoza Andreas Kohler |
| 16               | Tirs | 31                  |                                                                             | Arbitrage : Stefan Eichmann Daniel Piechaczek Franco Espinoza Andreas Kohler |

| 27 décembre | Jokerit | 3-4 (1-2, 1-2, 1-0) | Salavat Ioulaïev Oufa | Vaillant Arena 6 300 spectateurs |

| Feuille de match | Feuille de match                                                                                     | Feuille de match            | Feuille de match | Feuille de match                                                       |
| ---------------- | --- | --------------------------- | --- | ---------------------------------------------------------------------- |
|                  | Pöysti (Kapanen, Väänänen) — 16 s - Omark (Ohtamaa) — 29 min 32 s - Omark (Moses) — 41 min 30 s (SN) | 1-0 1-1 1-2 1-3 2-3 2-4 3-4 | - Gloukhov (Koutouzov, Slepychev) — 2 min 3 s Pihlström (Vichnevski, Zoubarev) — 10 min 49 s (SN) Pihlström (Koutouzov, Kaïgorodov) — 28 min 49 s - Hartikainen (Heikkinen) — 30 min 22 s - | Arbitrage : Stefan Eichmann Danny Kurmann Roman Kaderli Andreas Kohler |
| Helenius         | Gardiens                                                                                             | Irving                      | | Arbitrage : Stefan Eichmann Danny Kurmann Roman Kaderli Andreas Kohler |
| 12 min           | Pénalités                                                                                            | 10 min                      | | Arbitrage : Stefan Eichmann Danny Kurmann Roman Kaderli Andreas Kohler |
| 33               | Tirs                                                                                                 | 26                          | | Arbitrage : Stefan Eichmann Danny Kurmann Roman Kaderli Andreas Kohler |

| 28 décembre | Genève-Servette HC | 3-1 (1-0, 0-1, 2-0) | Jokerit | Vaillant Arena 6 300 spectateurs |

| Feuille de match | Feuille de match | Feuille de match | Feuille de match                              | Feuille de match                                                        |
| ---------------- | --- | ---------------- | --------------------------------------------- | ----------------------------------------------------------------------- |
|                  | Romy (Lombardi) — 6 min 27 s (SN) - Pestoni (Vukovic) — 41 min 36 s Jacquemet (Ta. Pyatt, To. Pyatt) — 47 min 16 s (SN) | 1-0 1-1 2-1 3-1  | - Lajunen (Omark, Koukal) — 33 min 6 s (SN) - | Arbitrage : Daniel Piechaczek Marc Wiegand Nicolas Fluri Andreas Kohler |
| Schwendener      | Gardiens | Karlsson         |                                               | Arbitrage : Daniel Piechaczek Marc Wiegand Nicolas Fluri Andreas Kohler |
| 8 min            | Pénalités | 20 min           |                                               | Arbitrage : Daniel Piechaczek Marc Wiegand Nicolas Fluri Andreas Kohler |
| 37               | Tirs | 27               |                                               | Arbitrage : Daniel Piechaczek Marc Wiegand Nicolas Fluri Andreas Kohler |

#### Groupe Cattini
| Clt   | Équipe        | PJ | V | VP | D | DP | BP | BC | Pts |
| ----- | ------------- | -- | - | -- | - | -- | -- | -- | --- |
| +001, | HC Davos      | 2  | 2 | 0  | 0 | 0  | 3  | 1  | 6   |
| +002, | Canada        | 2  | 1 | 0  | 1 | 0  | 4  | 3  | 3   |
| +003, | KHL Medveščak | 2  | 0 | 0  | 2 | 0  | 1  | 4  | 0   |

- Qualifié directement pour les demi-finales
- Qualifié pour les pré demi-finales

| 26 décembre | HC Davos | 2-1 (1-0, 0-0, 1-1) | Canada | Vaillant Arena 6 300 spectateurs |

| Feuille de match | Feuille de match                                              | Feuille de match | Feuille de match                                | Feuille de match                                                       |
| ---------------- | ------------------------------------------------------------- | ---------------- | ----------------------------------------------- | ---------------------------------------------------------------------- |
|                  | Forster (Lindgren) — 7 min 34 s Axelsson — 47 min 50 s (SN) - | 1-0 2-0 2-1      | - Giroux (Gragnani, Pouliot) — 49 min 10 s (SN) | Arbitrage : Danny Kurmann Marc Wiegand Nicolas Fluri Michaël Tscherrig |
| Genoni           | Gardiens                                                      | Schaefer         |                                                 | Arbitrage : Danny Kurmann Marc Wiegand Nicolas Fluri Michaël Tscherrig |
| 8 min            | Pénalités                                                     | 16 min           |                                                 | Arbitrage : Danny Kurmann Marc Wiegand Nicolas Fluri Michaël Tscherrig |
| 29               | Tirs                                                          | 37               |                                                 | Arbitrage : Danny Kurmann Marc Wiegand Nicolas Fluri Michaël Tscherrig |

| 27 décembre | KHL Medveščak | 1-3 (0-2, 0-1, 1-0) | Canada | Vaillant Arena 6 300 spectateurs |

| Feuille de match | Feuille de match                         | Feuille de match | Feuille de match                                                                                        | Feuille de match                                                                   |
| ---------------- | ---------------------------------------- | ---------------- | --- | ---------------------------------------------------------------------------------- |
|                  | - Pelletier (Saint-Pierre) — 48 min 15 s | 0-1 0-2 0-3 1-3  | Holloway (Walser, Ritchie) — 11 min 45 s Giliati (McLean) — 17 min 36 s Giroux (Pouliot) — 21 min 7 s - | Arbitrage : Kendrick Nicholson Daniel Piechaczek Franco Espinoza Michaël Tscherrig |
| Heeter           | Gardiens                                 | MacIntyre        | | Arbitrage : Kendrick Nicholson Daniel Piechaczek Franco Espinoza Michaël Tscherrig |
| 4 min            | Pénalités                                | 10 min           | | Arbitrage : Kendrick Nicholson Daniel Piechaczek Franco Espinoza Michaël Tscherrig |
| 25               | Tirs                                     | 24               | | Arbitrage : Kendrick Nicholson Daniel Piechaczek Franco Espinoza Michaël Tscherrig |

| 28 décembre | HC Davos | 1-0 (1-0, 0-0, 0-0) | KHL Medveščak | Vaillant Arena 6 300 spectateurs |

| Feuille de match | Feuille de match              | Feuille de match | Feuille de match | Feuille de match                                                             |
| ---------------- | ----------------------------- | ---------------- | ---------------- | ---------------------------------------------------------------------------- |
|                  | Paulsson (Ryser) — 1 min 27 s | 1-0              | -                | Arbitrage : Danny Kurmann Kendrick Nicholson Roman Kaderli Michaël Tscherrig |
| Genoni           | Gardiens                      | Owuya            |                  | Arbitrage : Danny Kurmann Kendrick Nicholson Roman Kaderli Michaël Tscherrig |
| 16 min           | Pénalités                     | 10 min           |                  | Arbitrage : Danny Kurmann Kendrick Nicholson Roman Kaderli Michaël Tscherrig |
| 25               | Tirs                          | 24               |                  | Arbitrage : Danny Kurmann Kendrick Nicholson Roman Kaderli Michaël Tscherrig |

### Phase finale

#### Pré-demi-finales
| 29 décembre | Salavat Ioulaïev Oufa | 3-0 (1-0, 0-0, 2-0) | KHL Medveščak | Vaillant Arena 5 934 spectateurs |

| Feuille de match | Feuille de match | Feuille de match | Feuille de match | Feuille de match                                                      |
| ---------------- | --- | ---------------- | ---------------- | --------------------------------------------------------------------- |
|                  | Siomine (Doubrovski, Mereskin) — 19 min 25 s Golovanov — 49 min 23 s Hartikainen (Gloukhov, Slepychev) — 53 min 13 s (SN) | 1-0 2-0 3-0      | -                | Arbitrage : Stefan Eichmann Marc Wiegand Nicolas Fluri Andreas Kohler |
| Irving           | Gardiens | Heeter           |                  | Arbitrage : Stefan Eichmann Marc Wiegand Nicolas Fluri Andreas Kohler |
| 10 min           | Pénalités | 16 min           |                  | Arbitrage : Stefan Eichmann Marc Wiegand Nicolas Fluri Andreas Kohler |
| 31               | Tirs | 24               |                  | Arbitrage : Stefan Eichmann Marc Wiegand Nicolas Fluri Andreas Kohler |

| 29 décembre | Canada | 5-2 (1-2, 2-0, 2-0) | Jokerit | Vaillant Arena |

| Feuille de match | Feuille de match | Feuille de match            | Feuille de match                                       | Feuille de match                                                               |
| ---------------- | --- | --------------------------- | ------------------------------------------------------ | ------------------------------------------------------------------------------ |
|                  | - DuPont (Pouliot) — 17 min 44 s (SN) Giroux (DuPont, Walser) — 24 min 11 s (SN) Tambellini (Holloway) — 38 min 33 s McLean (Genoway) — 53 min 8 s (IN) Gragnani (Pouliot, Genoway) — 59 min 5 s (IN + CV) | 0-1 0-2 1-2 2-2 3-2 4-2 5-2 | Moses (Omark, s58) Omark (Moses, Koukal) — 4 min 8 s - | Arbitrage : Kendrick Nicholson Daniel Piechaczek Franco Espinoza Roman Kaderli |
| MacIntyre        | Gardiens | Helenius                    |                                                        | Arbitrage : Kendrick Nicholson Daniel Piechaczek Franco Espinoza Roman Kaderli |
| 24 min           | Pénalités | 20 min                      |                                                        | Arbitrage : Kendrick Nicholson Daniel Piechaczek Franco Espinoza Roman Kaderli |
| 18               | Tirs | 27                          |                                                        | Arbitrage : Kendrick Nicholson Daniel Piechaczek Franco Espinoza Roman Kaderli |

#### Demi-finales
| 30 décembre | HC Davos | 3-4 (TB) (2-0, 0-1, 1-2, 0-0, 0-1) | Salavat Ioulaïev Oufa | Vaillant Arena 6 300 spectateurs |

| Feuille de match | Feuille de match | Feuille de match            | Feuille de match | Feuille de match                                                            |
| ---------------- | --- | --------------------------- | --- | --------------------------------------------------------------------------- |
|                  | Danielsson (Persson) — 4 min 15 s Paulsson (Corvi, Lindgren) — 13 min 42 s (SN) - Danielsson (Axelsson, Persson) — 52 min 48 s (SN) | 1-0 2-0 2-1 2-2 2-3 3-3 3-4 | - Pankov (Kaïgorodov) — 27 min 35 s Slepychev (Kaïgorodov) — 41 min 12 s (SN) Khlystov (Golovanov, Zoubarev) — 49 min 16 s - Hartikainen — 65 min (TB) | Arbitrage : Kendrick Nicholson Marc Wiegand Nicolas Fluri Michaël Tscherrig |
| Genoni           | Gardiens | Irving                      | | Arbitrage : Kendrick Nicholson Marc Wiegand Nicolas Fluri Michaël Tscherrig |
| 39 min           | Pénalités | 41 min                      | | Arbitrage : Kendrick Nicholson Marc Wiegand Nicolas Fluri Michaël Tscherrig |
| 30               | Tirs | 29                          | | Arbitrage : Kendrick Nicholson Marc Wiegand Nicolas Fluri Michaël Tscherrig |

| 30 décembre | Genève-Servette HC | 6-5 (2-0, 3-3, 1-2) | Canada | Vaillant Arena 6 300 spectateurs |

| Feuille de match | Feuille de match | Feuille de match                             | Feuille de match | Feuille de match                                                        |
| ---------------- | --- | -------------------------------------------- | --- | ----------------------------------------------------------------------- |
|                  | Pestoni (Picard, Romy) — 8 min 10 s To. Pyatt (Lombardi, Ta. Pyatt) — 19 min 40 s Loeffel (To. Pyatt) — 26 min 46 s (SN) Bouillon (Almond) — 27 min 4 s Kast (Rubin) — 30 min 25 s (IN) - Loeffel (Jacquemet) — 45 min 19 s (SN) - | 1-0 2-0 3-0 4-0 5-0 5-1 5-2 5-3 5-4 6-4 6-5  | - Hedden (Dupont, Walser) — 30 min 54 s Parent (McCarthy) — 36 min 3 s Samson (Pouliot, Mikkelson) — 39 min 26 s Giroux (Dupont) — 41 min 39 s (SN) - Pouliot (Giroux) — 50 min 42 s | Arbitrage : Stefan Eichmann Danny Kurmann Franco Espinoza Roman Kaderli |
| Schwendener      | Gardiens | MacIntyre (27 min 4 s) Schaefer (32 min 2 s) | | Arbitrage : Stefan Eichmann Danny Kurmann Franco Espinoza Roman Kaderli |
| 10 min           | Pénalités | 8 min                                        | | Arbitrage : Stefan Eichmann Danny Kurmann Franco Espinoza Roman Kaderli |
| 33               | Tirs | 31                                           | | Arbitrage : Stefan Eichmann Danny Kurmann Franco Espinoza Roman Kaderli |

#### Finale
| 31 décembre | Salavat Ioulaïev Oufa | 0-3 (0-0, 0-2, 0-1) | Genève-Servette HC | Vaillant Arena 6 300 spectateurs |

| Feuille de match | Feuille de match | Feuille de match | Feuille de match | Feuille de match                                                             |
| ---------------- | ---------------- | ---------------- | --- | ---------------------------------------------------------------------------- |
|                  | -                | 0-1 0-2 0-3      | Jacquemet (To. Pyatt, Loeffel) — 22 min 54 s (SN) Rubin (Almond, Loeffel) — 34 min 31 s (SN) Ta. Pyatt (To. Pyatt, Rubin) — 49 min 26 s | Arbitrage : Danny Kurmann Kendrick Nicholson Nicolas Fluri Michaël Tscherrig |
| Irving           | Gardiens         | Schwendener      | | Arbitrage : Danny Kurmann Kendrick Nicholson Nicolas Fluri Michaël Tscherrig |
| 10 min           | Pénalités        | 10 min           | | Arbitrage : Danny Kurmann Kendrick Nicholson Nicolas Fluri Michaël Tscherrig |
| 21               | Tirs             | 31               | | Arbitrage : Danny Kurmann Kendrick Nicholson Nicolas Fluri Michaël Tscherrig |